# Овандер, Василий Яковлевич
Василий Яковлевич Овандер (нем. Wilhelm Ovander; 1790—1855) — русский генерал, участник войн против Наполеона.

## Биография
Родился в 1790 году; Русский биографический словарь указывает, что он родился «15-го ноября 1790 года» и «скончался … ровно 65-ти лет от рождения», Петербургский некрополь даёт иную дату рождения: 17 января 1790 года. Отец — купец 1-й гильдии Яков-Христиан Овандер (04.06.1744—17.09.1813), мать — Анна-Регина, урождённая Мюллер (19.05.1767—16.07.1813).
Начав свой службу во время Отечественной войны 1812 года в Перновском гренадерском полку, Овандер принял участие в Заграничных походах 1813 и 1814 годов, в 1813 году был произведён в офицеры. 17 мая 1814 года в чине подпоручика переведён в лейб-гвардии Егерский полк. 25 июля 1817 года в чине поручика переведён в 47-й Егерский полк с тем же чином. 14 мая 1818 году поступил поручиком в лейб-гвардии Волынский пехотный полк.
Произведённый в 1824 году в полковники, он пять лет спустя был назначен флигель-адъютантом Его Императорского Величества, а в октябре 1831 года, за отличие в Польском походе, был произведён в генерал-майоры и назначен командиром лейб-гвардии Волынского полка, а потом командовал 6-й пехотной гвардейской бригадой.
6 декабря 1836 года Овандер был награждён орденом Св. Георгия 4-й степени за 25 лет службы в офицерских чинах (№ 5353 по списку Григоровича — Степанова), а в следующем году получил орден св. Анны 1-й степени. Спустя пять лет, он был назначен начальником штаба 4-го пехотного корпуса и вскоре после того, 4 апреля 1843 года был произведён в генерал-лейтенанты, и назначен начальником 3-й гренадерской дивизии. В этой должности Овандер оставался до января 1846 года, когда был назначен начальником 3-й гвардейской дивизии. Затем он был членом Комитета по составлению устава войсковой пехотной службы.
Начавшаяся Крымская война 1853—1856 годов чуть было снова не вызвала Овандера к боевой деятельности. 4 мая 1855 года он был назначен командующим 4-м армейским корпусом и поехал уже принимать его, но расстроенное здоровье заставило его вернуться в Санкт-Петербург. В июле того же года он был зачислен по запасным войскам.
В течение своей 43-летней службы Овандер был удостоен всех орденов до Св. Александра Невского включительно, пожалованного ему в 1852 году.
В. Я. Овандер скончался от грудной водянки в Санкт-Петербурге 15 (27) ноября 1855 года и был похоронен на Волковском лютеранском кладбище.
Был женат. Его дочь София (Johanna Sophia Ovander; 1821 или 1831? — 1907) была замужем за Э. Е. фон Лоде.
В 1834 году был жалован дипломом на потомственное дворянское достоинство.

## Награды
- Орден Святой Анны 3-й степени (1813, знак на шпагу; после реформы ордена в 1815 году соответствует 4-й степени)
- Орден Святого Владимира 4-й степени с бантом (1814)
- Орден «Pour le Mérite» (13-18 октября 1814)[8] (Королевство Пруссия)
- Орден Святого Владимира 3-й степени (1832)[9]
- Знак отличия за военное достоинство 3-й степени (1832)[10]
- Орден Святого Станислава 1-й степени (6 декабря 1833)[11]
- Орден Святого Георгия 4-й степени (6 декабря 1836) за 25 лет службы в офицерских чинах
- Орден Святой Анны 1-й степени (6 декабря 1837)[12]; императорская корона к ордену (6 декабря 1839)[13]
- Орден Святого Владимира 2-й степени (6 декабря 1848)[14]
- Орден Белого орла (6 декабря 1849)
- Знак отличия за XXXV лет беспорочной службы (1851)
- Орден Святого Александра Невского (1852)